# Синагоги Херсона
Синагоги Херсона — будинки, в яких колись містилися синагоги в Херсоні. У теперішній час з відомих відомих раніше синагог функціонує лише одна.

## Історія
У середині XIX ст. Херсон став одним з основних центрів Хабаду в південних губерніях Росії та, особливо, серед євреїв-колоністів; у місті жили відомі рабини Хабаду Шломо-Залман Пінскер (? − 1886) та його син Гершон-Бер (1845 — після 1912).
З кінця 1850-х років у Херсоні жив просвітитель ієхуда Бехак (1820–1900), дослідник єврейської граматики і автор коментарів до Біблії. У 1860-80 рр. казенним рабином Херсона був Фадділь Блюменфельд (1826–1896), випускник Житомирського рабинського училища, який намагався перетворити побут і освіту херсонських євреїв у дусі Хаскали. Його син Г. Блюменфельд (1861 — після 1910) був відомим одеським юристом.
У 1910–1923 рр. в Херсоні жив хасидський цадик рабин Яков-Ісраель Рабинович (1880–1942) з Ліницької династії.
На початку 30-х рр. рабином Херсона був Кельманський.
У 1854–1855 роках в місті знаходилося 2 синагоги. У 1880-ті роки в Херсоні було чотири великих синагоги і вісім молитовних будинків. У 1921–1922 — 23 синагоги. За даними державного архіву, в Херсоні до війни налічувалося 26 синагог.
Релігійний центр Херсона з кінця XIX століття розміщувався на розі вулиць Суворовської та Воронцовської. На цій ділянці на початку XX століття за високою огорожею розміщувалося відразу три синагоги, дві з яких — найстаріші в місті.

## Відомі синагоги
- Старо-Миколаївська синагога (Херсон)
- Ново-Миколаївська хоральна синагога  (Херсон)
- Синагога Бейс-Гамедраш
- Реміснича синагога  (Херсон)
- Набережна синагога  (Херсон)
- Синагога Шрейбера
- Прядильна синагога  (Херсон)
- Синагога «Хабад»
- Синагога «Хабад II»
- Синагога оленову (Фінкельштейна)
- Синагога «Різницька I» (Розинської)
- Синагога на Ковальській
- Синагога «Різницька II» (Короби)
- Синагога Аавас-Ахім
- Синагога Поелей-Цедек
- Синагога Кумана
- Синагога Робоча
- Синагога Бен-Ціон
- Синагога Бен-Яків
- Солдатська синагога  (Херсон)
- Синагога на Форштадській
- Синагога Північна
- Синагога Фурмана
- Забалковська синагога
- Синагога на старому єврейському кладовищі

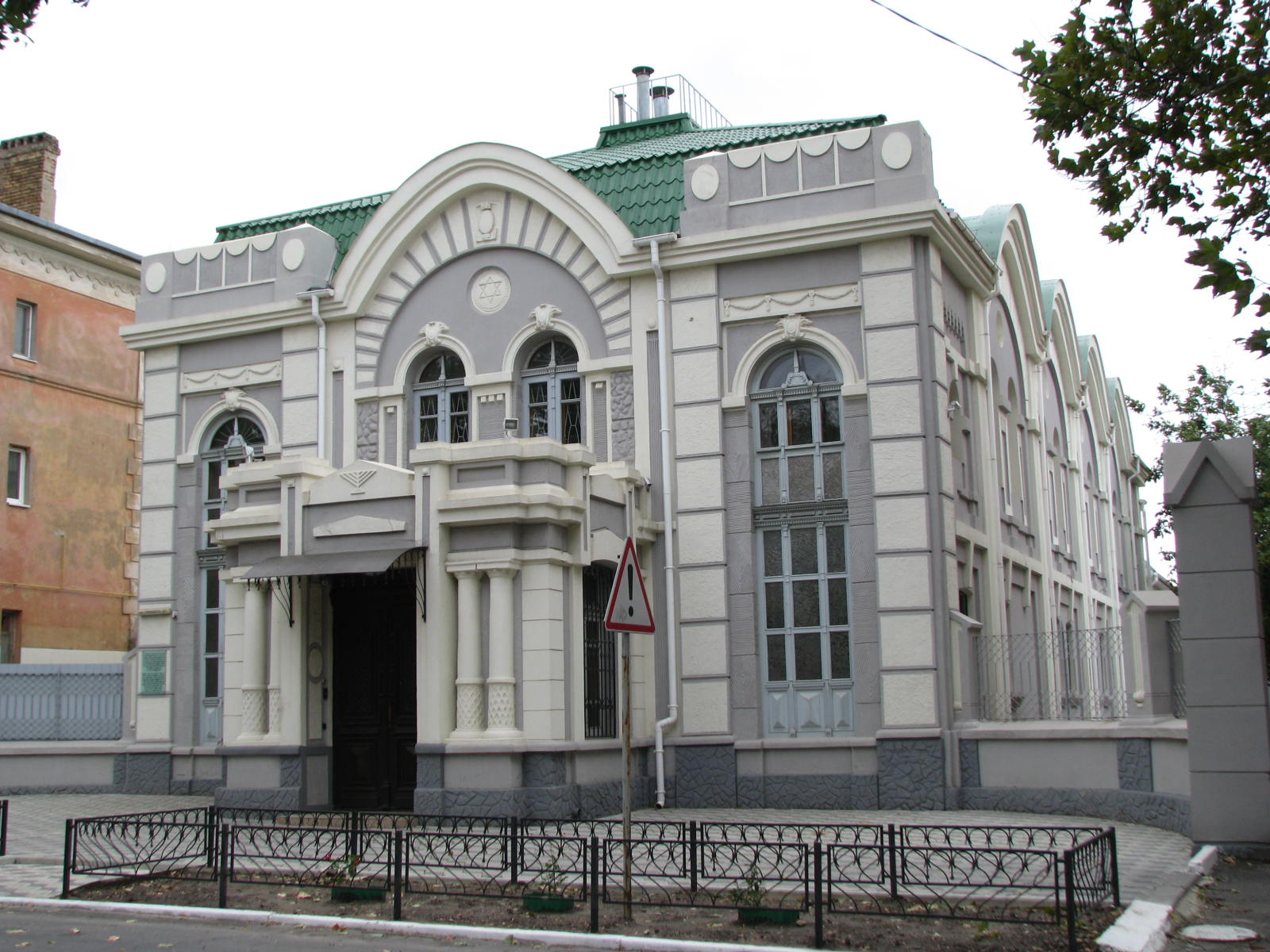
Синагога «Хабад» після реставрації фасаду

- Синагога Військового форштадта
- Караїмська кенаса  (Херсон)

### Синагога «Хабад» (Хабад I)
Єдина діюча синагога по вул. Тетральній, 27.
Синагога любавичиськіх хасидів. Побудована у 1895 році у південній стороні колишньої вул. Вітовської (№ 21) між вул. Румянцівською та Воронцовською на місці старішої, позначеної на плані 1855 року. Відвідуваність на початку XX століття — 1500 чоловік.
До 1941 року синагога діяла як молитовний будинок єврейської громади. Під час окупації німцями будівля була спалена. Відновлена у 1947 році та переобладнана у 1952 році під гуртожиток для молодих працівників заводу ім. Петровського, а згодом — під витверезник. Наприкінці 1980-х було повернуто єврейській громаді та восени 1990 року синагога відновила свою діяльність. У 1999 році проведено капітальний ремонт. У 2003–2005 проведена повна внутрішня реконструкція з прибудовою з півдня нової будівлі.
У синагозі перебуває Херсонська юдейська релігійна громада «Хабад», діє обласний центр відродження єврейської культури та релігії.